# Garfagnana

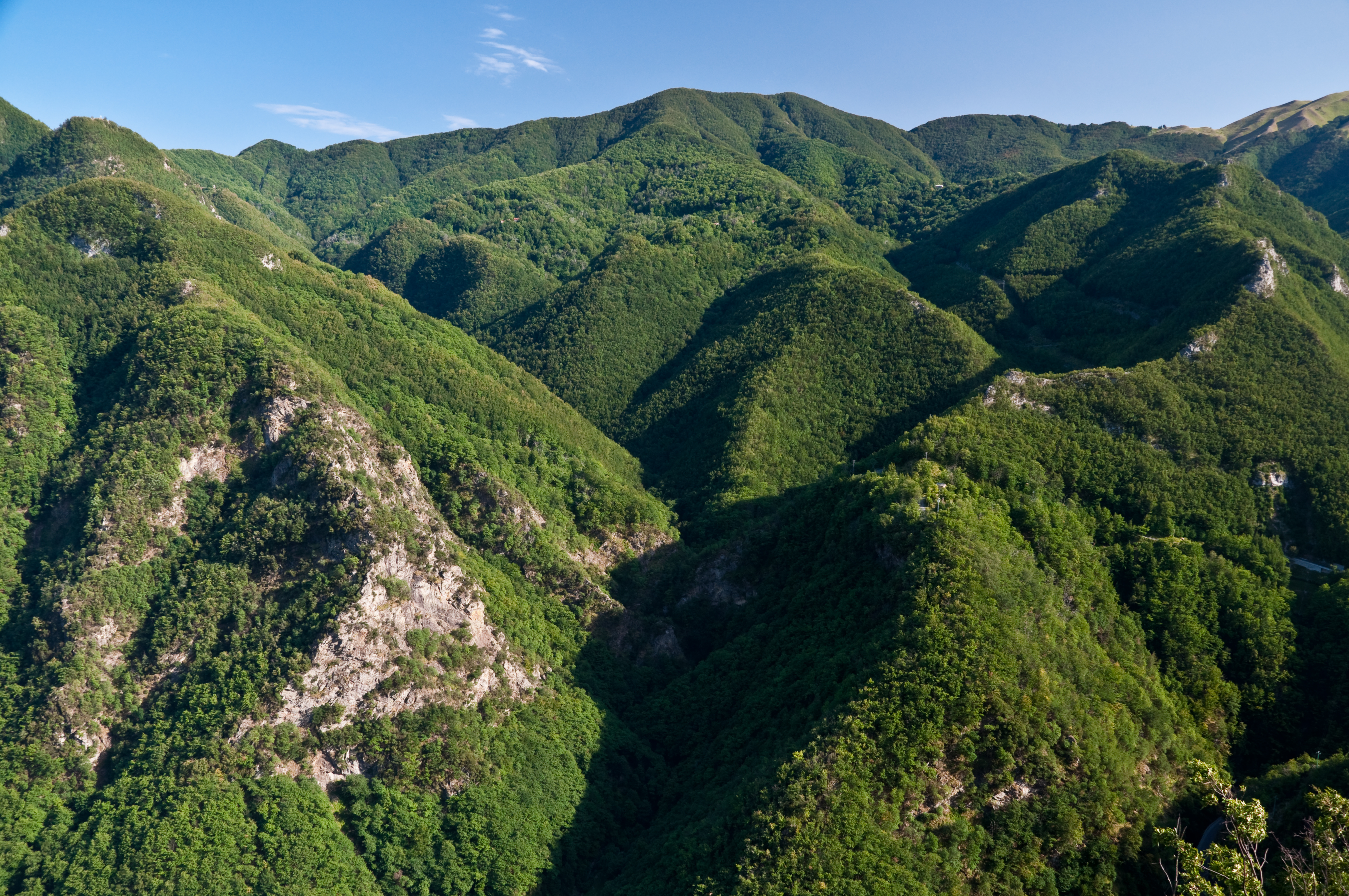
Blick über das Tal bei Fornovolasco in der Garfagnana

Die Garfagnana ist eine Gebirgslandschaft in der italienischen Provinz Lucca. Sie liegt zwischen den Apuanischen Alpen und dem Apennin und wird vom Serchio durchflossen. Als eines der regenreichsten Gebiete Italiens ist sie stark bewaldet mit Edelkastanien, Eichen und Pinien. Der Hauptort ist Castelnuovo di Garfagnana.
Vor der Einigung Italiens gehörte der nördliche Teil der Region vorübergehend zum Herzogtum Modena der Familie Este. Im 16. Jahrhundert war Ludovico Ariosto eine kurze Zeit ihr Verwalter.
Während in der Vergangenheit die Landwirtschaft der wichtigste Erwerbszweig war, ist es heute der Tourismus.